# Benedictus Abrahamus Nicolai Rosvall
Benedictus Abrahamus Nicolai Rosvall, född 27 februari 1725 i Viby församling, Östergötlands län, död 9 januari 1780 i Linderås församling, Jönköpings län, var en svensk präst. 

## Biografi
Benedictus Abrahamus Rosvall föddes 1725 på Norje, Viby rusthåll i Viby församling. Han var son till en ryttare. Rosvall blev 1745 student vid Uppsala universitet och 1749 vid Lunds universitet. Han avlade magisterexamen 1751 vid Lunds universitet. År  1751 blev han vikarierande kollega vid Vimmerby trivialskola och 1753 ordinarie kollega. Rosvall blev 1757 komminister i Linderås församling och 1776 kyrkoherde i församlingen. Han var opponent vid prästmötet 1763. Rosvall avled 1780 i Linderås församling.

### Familj
Rosvall gifte sig första gången 1757 med Anna Wettrenia. Hon var dotter till kyrkoherden Johannes Emundi Wettrenius och Catharina Broms i Svanshals församling. Hon hade tidigare varit gift med komministern Kreuger i Linderås församling. Rosvall och Wettrenia fick tillsammans sonen Abraham Rosvall som bodde på Vadstena hospital.
Rosvall gifte sig andra gången 1771 med Maria Elisabeth Sommelia. Hon var dotter till komministern i Kuddby församling. Hon hade tidigare varit gift med adjunkten Hertzman. Rosvall och Sommelia fick tillsammans sonen Johan Henrik Rosvall som var student.